# Langlütjen
Langlütjen es el nombre de las dos islas deshabitadas artificiales creadas en el siglo XIX, llamadas Langlütjen I y Langlütjen II, en el norte de la costa del distrito de Wesermarsch parte del estado de Baja Sajonia, al norte del país europeo de Alemania. Las islas son administradas por la localidad de Nordenham. Su tamaño es de 16.000 y 17.000 metros cuadrados, respectivamente.
En las pequeñas islas se encuentran los restos de fortificaciones de la marina de guerra de Prusia y más tarde de la marina imperial alemana. Su función era proteger a los puertos de Bremen y Bremerhaven, pero las islas no fueron afectadas por ninguna guerra activa.

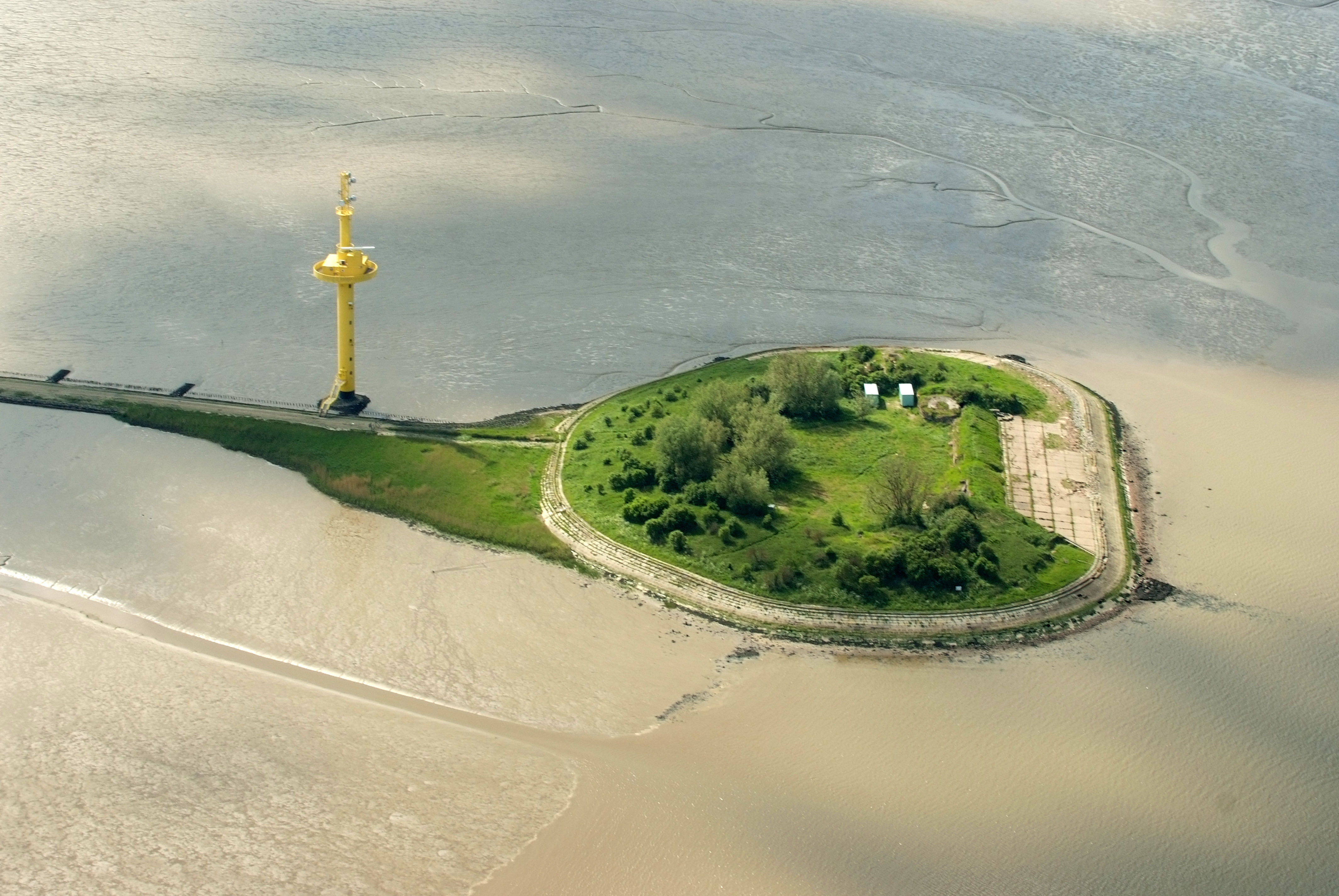
Langlütjen I (2012)